# 幽巡者
《幽巡者》（俄语：Сумеречный Дозор；中國大陸稱作《黄昏使者》），哈薩克裔俄羅斯籍作家謝爾蓋·盧基揚年科於2003年出版的奇幻小說，是巡者系列的第三部。作者以1990年代晚期的莫斯科為背景，描寫了由光明使者組成的夜巡隊及由黑暗使者組成的日巡隊之間的爭奪勢力，恩怨糾結的故事。

## 故事簡介
故事發生在鏡子事件後的三年，日巡隊、夜巡隊及大審判法官不約而同收到一封告密信，指有超凡人將超凡人的秘密洩漏給凡人，並協助凡人變成超凡人，安東授命調查事件，日巡隊則派出吸血鬼科斯加，最終發現整件事件都是由蓋瑟所設計，目的是令其兒子成為光明超凡人。安東因此決定放一個長假，不過在休假期間於女巫阿麗娜家中發現了傳說中的「芙阿蘭」，一種可以令凡人變成超凡人的咒語，引發了一場爭奪芙阿蘭的超凡人兇殺案，安東再次被任命調查，最後發現兇手原來是科斯加，科斯加欲飛到太空令所有人變成超凡人，可惜太空上沒有凡人貢獻法力，令科斯加最終困在太空中。